# Macrodiscoteca

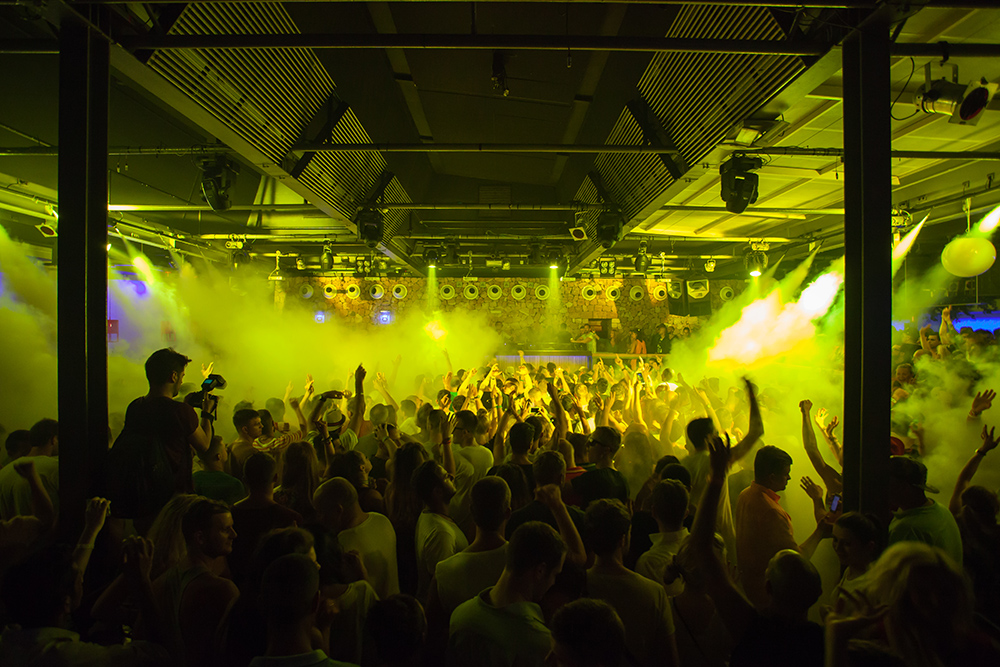
Espacio Ibiza

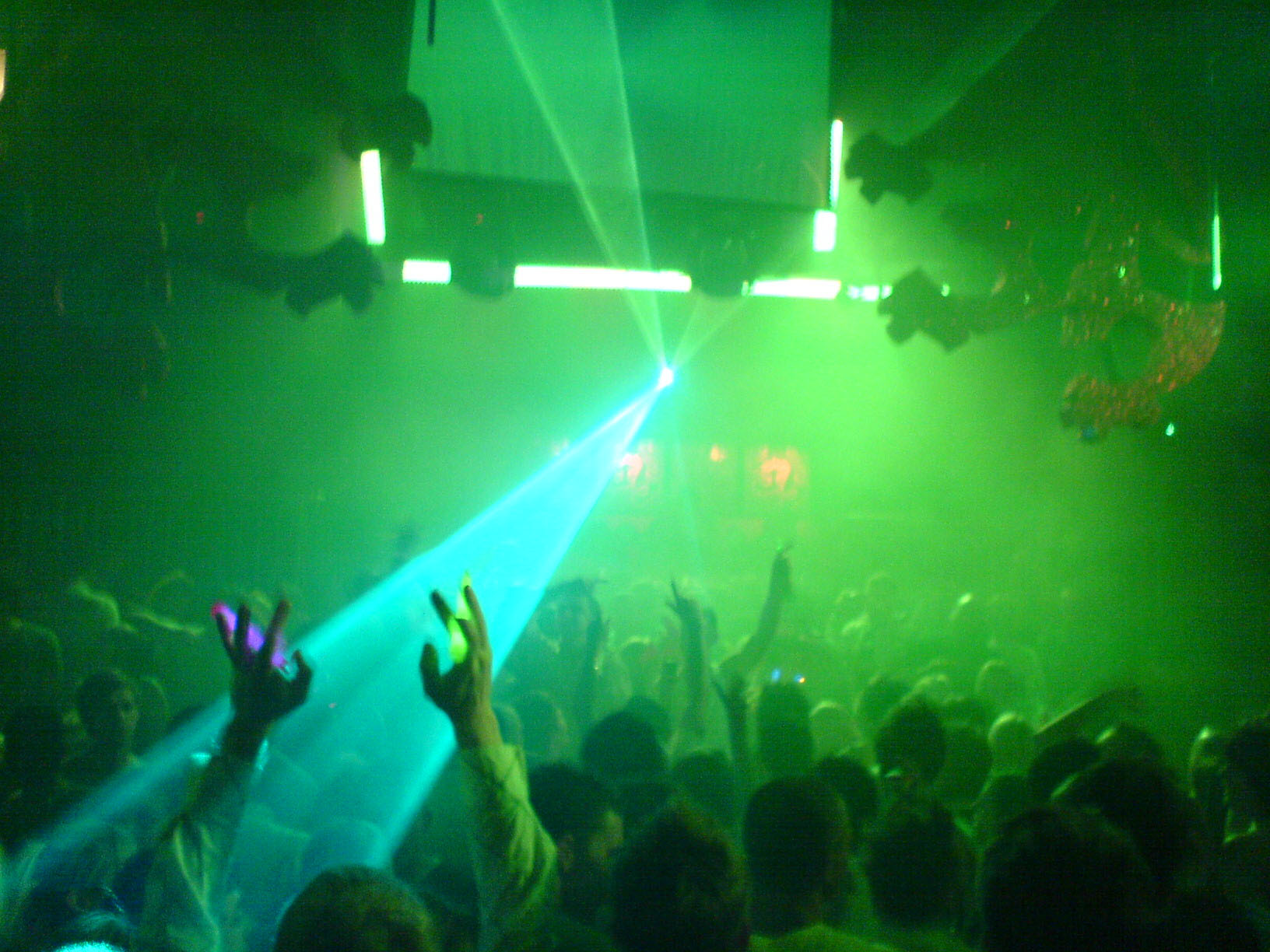
Las luces láser iluminan la pista de baile en un evento de música dance Gatecrasher en Sheffield, Inglaterra

Una macrodiscoteca o superclub es una discoteca o antro nocturno relativamente grande con varias salas, cada una con diferentes estilos musicales propios, y con capacidad para miles de personas. El término fue acuñado por primera vez en Mixmag, la revista británica de música electrónica, en 1995.
Las macrodiscotecas pueden incluir clubes nocturnos que tienen una gran capacidad, o son de varios pisos, de alto perfil y operan en toda la ciudad y la región o son bien conocidos por la gente. Algunos superclubs son propiedad y están administrados por un sello discográfico de música electrónica o un club que fue o es culturalmente importante. El término también se puede utilizar para definir su posición dentro de la jerarquía de la escena del club.
Los precursores de los superclubs contemporáneos ya existían a principios del siglo XX. The Guardian describe al Moka Efti de Berlín, un importante establecimiento de baile de los años veinte, como un «superclub de los años veinte».
Privilege Ibiza es la «discoteca más grande del mundo» según el Libro Guinness de los Récords, con una capacidad de 10.000 personas.